# Harry Holman (Fußballspieler, 1957)
Harold William „Harry“ Holman (* 16. November 1957 in Exeter; † 6. November 2020 in Somerset) war ein englischer Fußballspieler.

## Karriere
Holman war Schüler an der Hele’s School in Exeter, als er 1973 sowohl im Rugby als auch im Fußball für die englische Schülernationalmannschaft nominiert wurde. Holman konzentrierte sich in der Folge auf den Fußballsport und wurde 1974 vom Hauptstadtklub FC Chelsea als Apprentice (dt. Auszubildender) verpflichtet, 1976 kehrte er, ohne den Durchbruch geschafft zu haben, in seine Geburtsstadt zurück und schloss sich dem örtlichen Profiklub Exeter City an. Bei dem Klub hatte bereits sein gleichnamiger Vater in der ersten Nachkriegssaison 1946/47 gespielt. Beim Viertligisten zählte der Stürmer ab Mitte Oktober 1976 zur Stammelf, ehe er sich nach acht Pflichtspieleinsätzen Ende November 1976 in einem Erstrundenspiel im FA Cup gegen Southend United eine schwere Knieverletzung zuzog und für die restliche Saison ausfiel. Seinen Mannschaftskameraden gelang derweil mit dem Erreichen des zweiten Tabellenplatzes der Aufstieg in die Third Division. Dort zählte Holman in der Saison 1977/78 wiederum zur Stammmannschaft und trug mit acht Toren in 37 Ligaeinsätzen als drittbester Torschütze seines Teams nach Tony Kellow (14 Tore) und Keith Bowker (9) wesentlich zum Klassenerhalt bei. Ein kleines Highlight gab es zudem mit dem Erreichen der dritten Runde im FA Cup, in der man dem Erstligisten Wolverhampton Wanderers zu Hause ein 2:2 abtrotzte, Holman hatte den Außenseiter dabei zwischenzeitlich mit 2:1 in Führung gebracht. Im Wiederholungsspiel im Molineux Stadium setzten sich schließlich die Wolves mit 3:1 durch.
Im August 1978 ließ sich Holman auf eigenen Wunsch hin auf die Transferliste setzen, nach einem Streit mit Trainer Bobby Saxton über seinen Einsatzzeiten im November wechselte er im Dezember 1978 für eine kolportierte Ablösesumme von 10.000 £ zum Ligakonkurrenten Peterborough United. Dort hatte kurz zuvor Billy Hails interimistisch den Trainerposten übernommen und Holman sollte dazu beitragen, das Offensivspiel des abstiegsgefährdeten Klub zu beleben. Letztlich gelang in den neun Spielen, in denen Holman eingesetzt wurde, nur ein Sieg und Holman erzielte bei einem 1:1-Unentschieden gegen Mansfield Town seinen einzigen Treffer. Holman hatte im Februar 1979 seinen letzten Auftritt im Profifußball – bei einer 0:1-Niederlage gegen seinen Heimatklub Exeter im St. James’ Park. Anschließend übernahm Peter Morris das Traineramt bei Peterborough, der Holman nicht mehr aufbot. Während Peterborough am Saisonende in die Viertklassigkeit abstieg, beendete Holman im Sommer 1979 seine Profikarriere. Nach einem kurzen Intermezzo in East Devon bei Exmouth Town in der Western League endete wenig später auch seine Fußballerlaufbahn.
Seinen Lebensunterhalt bestritt Holman im Transportgewerbe. Er verstarb im November 2020 kurz vor seinem 63. Geburtstag.